# Platja de Segur de Calafell
La platja de Segur de Calafell és una platja urbana del municipi de Calafell (Baix Penedès), situada enfront del barri de Segur de Calafell. Limita a llevant amb la platja de Cunit, a l'alçada del carrer del Duero, que coincideix amb el límit de terme de Cunit, i a ponent limita amb la platja de l'Estany-Mas Mel, a l'alçada del carrer del Tajo. A la seva part central hi ha el port de Segur de Calafell. Orientada al sud-sud-est, té una longitud de 1.500 metres i una amplada mitjana de 95 metres, formada per sorra fina. Disposa de dutxes, lavabos, lloguer de para-sols i hamaques, accés per a persones amb mobilitat reduïda, llocs de salvament i zona infantil.
A la banda est del port de Segur de Calafell hi ha una zona humida, creada el 2015 on hi havia la desembocadura de la riera del torrent de la Casa Vella de Segur, consistent en una llacuna de 70 metres d'amplada i 50 de llargada, amb illes, rodejada de dunes amb vegetació dunar, i travessada per una passarel·la de 150 metres de llargada i 1,5 d'amplada.
La platja està guardonada amb la Bandera Blava, que reconeix internacionalment la qualitat de l'aigua i serveis. L'Agència Catalana de l'Aigua efectua un control setmanal de la qualitat de l'aigua, durant la temporada de bany, amb el resultat d'excel·lent.